# Liste der Monuments historiques in Scrignac
Die Liste der Monuments historiques in Scrignac führt die Monuments historiques in der französischen Gemeinde Scrignac auf.

## Liste der Bauwerke
| Bezeichnung        | Beschreibung | Standort | Kennzeichnung | Schutzstatus | Datum | Bild           |
| ------------------ | ------------ | -------- | ------------- | ------------ | ----- | -------------- |
| Kapelle Notre-Dame |              | (Lage)   | PA29000033    | Inscrit      | 1997  | weitere Bilder |

## Liste der Objekte
- Monuments historiques (Objekte) in Scrignac in der Base Palissy des französischen Kultusministeriums